# Église de Siikajoki
L'église de Siikajoki (en finnois : Siikajoen kirkko) est une église évangélique luthérienne située à Siikajoki en Finlande.

## Description

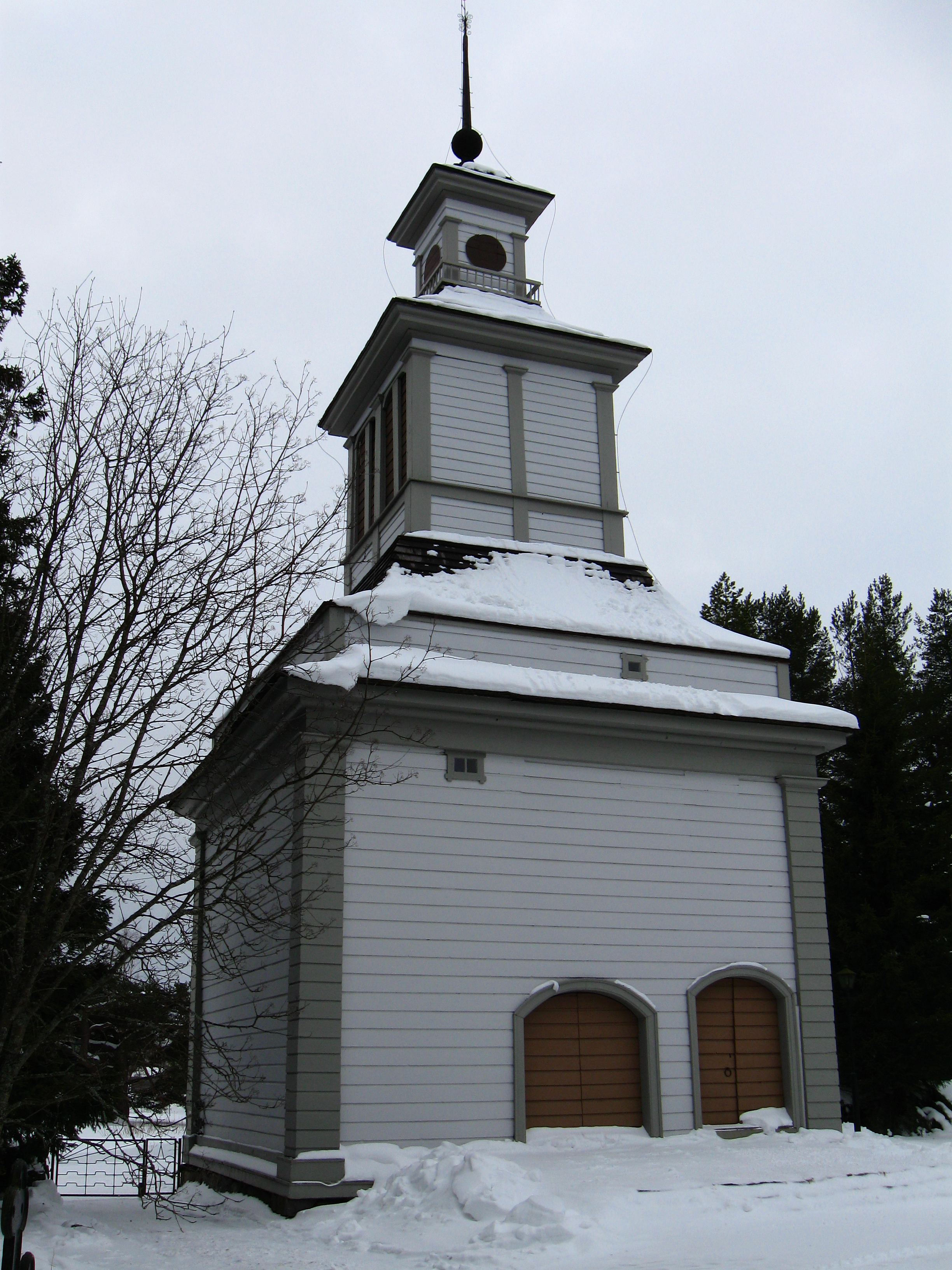
Le clocher.

La paroisse de  Siikajoki est fondée en 1590. 
La première église est construite vraisemblablement l'année précédente.
Elle est détruite par les russes en 1591 durant la  guerre russo-suédoise de 1590-1595. 
En 1600, on reconstruit une deuxième église au même endroit.
L'église actuelle, la troisième, est bâtie en 1701.
Elle est rénovée en 1765, Jaakko Suonperä construit une chaire.
En 1771–1772, Mikael Toppelius décore l'édifice et peint le retable qui représente Jésus au jardin de Gethsémani. 
En 1852, Johan Oldenburg transforme l'église et lui donne son aspect actuel.